# Stan Dewulf
Stan Dewulf (Stavele, 20 december 1997) is een Belgisch wielrenner die anno 2022 voor AG2R-Citroën rijdt. Hij studeert daarnaast voor Bio-ingenieur aan de universiteit van Gent.

## Carrière
Als eerstejaars junior won Dewulf in 2014 het eindklassement van de Keizer der Juniores. Een jaar later werd hij onder meer derde in de juniorenversie van Parijs-Roubaix en tweede in de wegwedstrijd op het Europese kampioenschap.
Als belofte maakte Dewulf in 2016 de overstap naar de opleidingsploeg van Lotto Soudal. In zijn eerste seizoen bij die ploeg werd hij onder meer achtste in Dwars door de Vlaamse Ardennen, veertiende in het nationale kampioenschap op de weg voor beloften en won hij het nationale kampioenschap ploegentijdrijden. In de Olympia's Tour eindigde hij op de achtste plaats in het algemeen klassement, op anderhalve minuut van winnaar Cees Bol. In 2017 eindigde Dewulf in drie van de zeven etappes van de Ronde van Bretagne op het podium, wat hem de derde plaats in de eindstand opleverde. Later dat jaar werd hij derde in het nationale kampioenschap op de weg voor beloften als in het eindklassement van de Olympia's Tour.
In 2018 behaalde Dewulf zijn eerste zege bij de eliterenners toen hij, op dezelfde dag, twee ritten won in de Triptyque des Monts et Châteaux. In het algemeen klassement eindigde hij, op zeven seconden van Jasper Philipsen, op de tweede plaats. In datzelfde jaar won hij ook nog Parijs-Roubaix bij de beloften.

## Palmares
2014
1ste Eindklassement Keizer der Juniores
2015
2de Europees Kampioenschap junioren
3de Paris-Roubaix junioren
2016
1ste Nationaal Kampioenschap op de weg ploegentijdrit
1ste Harelbeke IC 2- Zandberg Classic
2017
3de eindklassement Tour de Bretagne
3de Nationaal Kampioenschap op de weg U23
3de eindklassement Olympia's Tour
2018
1ste 3e etappe deel A en deel B Triptyque des Monts et Châteaux
1ste Paris-Roubaix U23
1ste Nationaal Kampioenschap op de weg ploegentijdrit, U23
1ste 1ste etappe Ronde van de Provincie Oost-Vlaanderen
1ste 1ste etappe Tour of South Bohemia,ploegentijdrit
2de eindklassement Le Triptique des Monts et Châteaux
2de eindklassement Ronde van de Provincie Oost-Vlaanderen
3de eindklassement Ronde van Zuid-Bohemen
2021
Boucles de l'Aulne
2022
Sint-Elooisprijs

## Resultaten in voornaamste wedstrijden
| Jaar | Ronde van Italië | Ronde van Frankrijk | Ronde van Spanje |
| ---- | ---------------- | ------------------- | ---------------- |
| 2019 |                  |                     |                  |
| 2020 |                  |                     | 70e              |
| 2021 |                  |                     | 65e              |
| 2022 |                  | 65e                 |                  |
| 2023 |                  | 81e                 |                  |
| 2024 |                  |                     |                  |
| 2025 | 111e             |                     |                  |

| Jaar | Milaan-San Remo | Gent-Wevelgem | Ronde van Vlaanderen | Parijs-Roubaix | Amstel Gold Race | Luik-Bast.‑Luik | Brabantse Pijl | Waalse Pijl | Parijs-Tours |  | WK op de weg |  | Wereldranglijsten |
| ---- | --------------- | ------------- | -------------------- | -------------- | ---------------- | --------------- | -------------- | ----------- | ------------ |  | ------------ |  | ----------------- |
| 2019 |                 |               |                      | 79e            |                  |                 |                |             | opgave       |  |              |  | 709e (UWR)        |
| 2020 |                 |               | opgave               |                |                  | 88e             | 11e            |             |              |  |              |  |                   |
| 2021 | 90e             | opgave        | 50e                  | 58e            | 74e              |                 | opgave         | opgave      | 4e           |  |              |  |                   |
| 2022 |                 | 60e           | 99e                  | opgave         | 59e              |                 |                |             | 82e          |  | 98e          |  |                   |
| 2023 | 66e             | 40e           | 48e                  | 104e           | opgave           |                 | opgave         |             | 27e          |  |              |  |                   |
| 2024 |                 |               |                      |                |                  |                 |                |             | 18e          |  |              |  |                   |
| 2025 |                 |               |                      |                |                  |                 |                |             |              |  |              |  |                   |

## Ploegen
- 2019 -  Lotto Soudal
- 2020 -  Lotto Soudal
- 2021 -  AG2R-Citroën
- 2022 –  AG2R-Citroën
- 2023 –  AG2R-Citroën
- 2024 –  Decathlon AG2R La Mondiale
- 2025 –  Decathlon AG2R La Mondiale Team

Armée · Benoot · Blythe · Campenaerts   · De Buyst · De Gendt · Dewulf · Ewan · Frison · Hagen · Hansen · Iversen · Keukeleire · Kluge · Lambrecht · Maes · Marczyński · Mertz · Monfort · Naesen · Thijssen · Van der Sande · van Goethem · Van Moer · Vanendert · Vanhoucke · Wallays · Wellens · Wouters
Armée · Cras · De Buyst · De Gendt · Degenkolb · Dewulf · Dibben · Ewan · Frison · Gilbert · Goossens · Hagen · Hansen · Holmes · Iversen · Kluge · Maes · Marczyński · Mertz · Oldani · Thijssen · Van der Sande · Van Goethem · Van Moer · Vanhoucke · Vermeersch (vanaf 1 juni) · Wallays · Wellens
Bidard · Bouchard · Calmejane · Champoussin · Cherel · Cosnefroy · Dewulf · Duval · Franktot en met 20 juni · Gallopin · Gastauer · Godon · Gougeard · Hänninen ·  Jullien · Jungels · L. Naesen · O. Naesen · O'Connor · Paret-Peintre · Peters · Prodhomme · Sarreau · Schär · Touzé · Van Avermaet · Van Hoecke · Vendrame · Venturini · Warbasse · Delphis (stagiair) · Lapeira (stagiair) · Retailleau (stagiair)
Berthet · Bouchard · Calmejane · Champoussin · Cherel · Cosnefroy · Dewulf · Gall · Godon · Hänninen ·  Jullien · Jungels · Lapeira · L. Naesen · O. Naesen · O'Connor · A. Paret-Peintre · V. Paret-Peintre · Peters · Prodhomme · Raugel · Retailleau (vanaf 1/8) · Sarreau · Schär · Touzé · Van Avermaet · Van Hoecke · Vendrame · Venturini · Warbasse · Delphis (stagiair) · Gautherat (stagiair) · Tronchon (stagiair)
Baudin · Berthet · Bonnamour · Bouchard · Cherel · Cosnefroy · Dewulf · Gall · Gautherat · Godon · Hänninen · Labrosse (Vanaf 1/8) ·  Lapeira · L. Naesen · O. Naesen · O'Connor · A. Paret-Peintre · V. Paret-Peintre · Peters · Prodhomme · Raugel · Retailleau · Sarreau · Schär · Touzé · Tronchon · Van Avermaet · Vendrame · Venturini · Warbasse · Chaussinand (stagiair) · Veistroffer (stagiair) · Verschuren (stagiair)
Armirail · Baudin · Bennett · Berthet · Boasson Hagen · Bonnamour (tot 25/3) · Bouchard · Cosnefroy · De Bondt · De Pestel · Dewulf · Gall · Gautherat · Godon · Hänninen · Labrosse · Lafay ·  Lapeira · Naesen · O'Connor · A. Paret-Peintre · V. Paret-Peintre · Peters · Pollefliet · Prodhomme · Retailleau · Touzé · Tronchon · Vendrame · Warbasse